# Harry Wills
Pour les articles homonymes, voir Wills.
Harry Wills est un boxeur américain né le 15 mai 1889 à La Nouvelle-Orléans, Louisiane, et mort le 21 décembre 1958.

## Carrière
Considéré comme l'un des meilleurs boxeurs poids lourds de sa génération dans les années 1920, il n'a jamais eu l'occasion de se battre pour le titre de champion du monde de la catégorie. En effet, l'Amérique bien pensante de l'époque était réticente à voir un nouvel athlète noir au sommet de la catégorie reine de la discipline après le long règne de Jack Johnson. Wills, un temps pressenti pour affronter Jack Dempsey, devra se contenter du titre de champion du monde poids lourds de couleur. Il affronte ainsi une vingtaine de fois Sam Langford, un autre célèbre boxeur noir américain, et à de nombreuses reprises Sam McVey, George Cotton et Joe Jeannette.

## Distinction
- Harry Wills est membre de l'International Boxing Hall of Fame depuis 1992[2].